# Heyuannia
 Heyuannia  ist eine Gattung theropoder Dinosaurier aus der Gruppe der Oviraptorosauria, die in der Oberkreide Chinas lebte. Die einzige bekannte Art (Typusart), Heyuannia huangi, wurde 2003 erstbeschrieben. Heyuannia hatte wie andere Oviraptorosaurier einen kurzen Schwanz und einen tiefen, zahnlosen Kiefer, der zu einem Schnabel geformt war. Vermutlich handelte es sich um einen Pflanzen- oder Allesfresser. Innerhalb der Oviraptorosauria wird Heyuannia zu den Oviraptoridae gezählt.

## Fund und Namensgebung
Die Funde stammen aus einem Steinbruch nahe dem Dorf Huangsha bei Heyuan in der chinesischen Provinz Guangdong. Stratigraphisch werden die spätkreidezeitlichen Sedimente des Fundorts zur Dalangshan-Formation gezählt. Das Holotyp-Material (Katalognummer HYMV1-1) besteht aus einem teilweisen Skelett mit Schädelmaterial, wobei die Arme und die hinteren Schwanzwirbel fehlen. Weitere Knochen werden zwar nicht zum Holotypus gezählt, gehören aber wahrscheinlich dennoch zum selben Individuum: HYMV1-2 besteht aus einem Arm und den teilweisen rechten Schultergürtel, HYMV1-3 aus einer unvollständigen rechten Hand, HYMV1-4 aus einem teilweisen Hinterbein und HYMV1-5 aus einer linken Hand.
Heyuannia ist nach der Stadt Heyuan benannt, in deren Umkreis das Fossil entdeckt wurde. Das Artepitheth huangi ehrt Huang Dong, dem Direktor des Museums, wo die Fossilien aufbewahrt werden.

## Merkmale
Heyuannia lässt sich durch verschiedene Merkmale (Autapomorphien) am Schädel und am Restskelett von anderen Gattungen abgrenzen; so zeigen beispielsweise die Wirbelbögen und Rippen der Halswirbel Foramia (Öffnungen). Heyuannia hatte mehr Hals- und Kreuzbeinwirbel als alle anderen Oviraptorosaurier, während die Anzahl der Rückenwirbel geringer war.
Heyuannia war wahrscheinlich brutpflegend und baute offenen Nester. Seine Eier hatten eine grünblaue Schale, ähnlich wie die der heutigen Emus.